# Szentkozmadombja
Szentkozmadombja là một thị trấn thuộc hạt Zala, Hungary. Thị trấn này có diện tích 5,08 km², dân số năm 2010 là 84 người, mật độ 17 người/km².